# Verlans
Verlans ist eine Gemeinde im französischen Département Haute-Saône in der Region Bourgogne-Franche-Comté.

## Geographie
Verlans liegt auf einer Höhe von 350 m über dem Meeresspiegel, drei Kilometer westlich von Héricourt und etwa neun Kilometer nordwestlich der Stadt Montbéliard (Luftlinie). Das Dorf erstreckt sich im Westen der Burgundischen Pforte, in der Talniederung des Ruisseau de l'Étang.
Die Fläche des 1,64 km² großen Gemeindegebiets umfasst einen Abschnitt im Bereich der Burgundischen Pforte. Der zentrale Teil des Gebietes wird von Westen nach Osten vom Tal des Ruisseau de l'Étang durchquert, der für die Entwässerung zur Lizaine sorgt. Flankiert wird die rund ein Kilometer breite Talmulde im Süden vom Hochplateau von Laire, das aus Kalkgestein der oberen Jurazeit aufgebaut ist. Es liegt auf durchschnittlich 400 m und wird überwiegend landwirtschaftlich genutzt. Nach Norden erstreckt sich das Gemeindeareal über einen relativ sanft ansteigenden Hang bis auf den bewaldeten Höhenzug des Grand Bois, der gegen Norden mit einer Steilstufe abfällt. Mit 481 m wird auf diesem aus einer widerstandsfähigen Kalkschicht der mittleren Jurazeit bestehenden Kamm die höchste Erhebung von Verlans erreicht.
Nachbargemeinden von Verlans sind Coisevaux im Norden, Héricourt und Tavey im Osten, Laire im Süden sowie Trémoins im Westen.

## Geschichte
Erstmals urkundlich erwähnt wird Verlans im Jahr 1173 unter dem Namen Vaylant. Danach folgten die Schreibweisen Vellans (1300), Voillans (1374) und Veans, bevor sich ab 1613 Verlans durchsetzte. Im Mittelalter gehörte Verlans zunächst direkt zur Grafschaft Montbéliard. 1327 wurde es der Herrschaft Héricourt unterstellt. Die Reformation wurde um 1565 eingeführt. Beim Einfall der Guisen wurde Verlans 1587/88 geplündert und zerstört, ebenso in den Jahren 1635 bis 1638 während des Dreißigjährigen Krieges. Mit der Annexion der Grafschaft Montbéliard gelangte Verlans 1793 endgültig in französische Hand. Seit 2001 ist Verlans Mitglied des 20 Ortschaften umfassenden Gemeindeverbandes Communauté de communes du Pays d’Héricourt.

## Bevölkerung
| Jahr                       | 1962 | 1968 | 1975 | 1982 | 1990 | 1999 |
| Einwohner                  | 63   | 68   | 85   | 120  | 118  | 109  |
| Quellen: Cassini und INSEE |      |      |      |      |      |      |

Mit 140 Einwohnern (2007) gehört Verlans zu den kleinsten Gemeinden des Département Haute-Saône. Nachdem die Einwohnerzahl in der ersten Hälfte des 20. Jahrhunderts stets im Bereich zwischen 40 und 80 Personen gelegen hatte, wurde während der 1970er Jahre ein deutliches Bevölkerungswachstum verzeichnet. Nach einer vorübergehenden Stagnation erfolgte seit 2000 erneut ein Anstieg der Einwohnerzahl.

## Wirtschaft und Infrastruktur
Verlans war bis weit ins 20. Jahrhundert hinein ein vorwiegend durch die Landwirtschaft (Ackerbau, Obstbau und Viehzucht) geprägtes Dorf. Noch heute leben die im Ort arbeitenden Bewohner zur Hauptsache von der Tätigkeit im ersten Sektor. Außerhalb des primären Sektors gibt es nur wenige Arbeitsplätze im Dorf. Viele Erwerbstätige sind jedoch Wegpendler, die in Héricourt und in den Agglomerationen Belfort und Montbéliard ihrer Arbeit nachgehen.
Die Ortschaft liegt abseits der größeren Durchgangsachsen an einer Departementsstraße, die von Héricourt nach Trémoins führt. Der nächste Anschluss an die Autobahn A36 befindet sich in einer Entfernung von ungefähr 13 Kilometern.